# Nemotaulius punctatolineatus
Nemotaulius punctatolineatus är en nattsländeart som först beskrevs av Anders Jahan Retzius 1783.  Nemotaulius punctatolineatus ingår i släktet Nemotaulius och familjen husmasknattsländor. Arten är reproducerande i Sverige. Utöver nominatformen finns också underarten N. p. frigidus.